# Nick Reilly

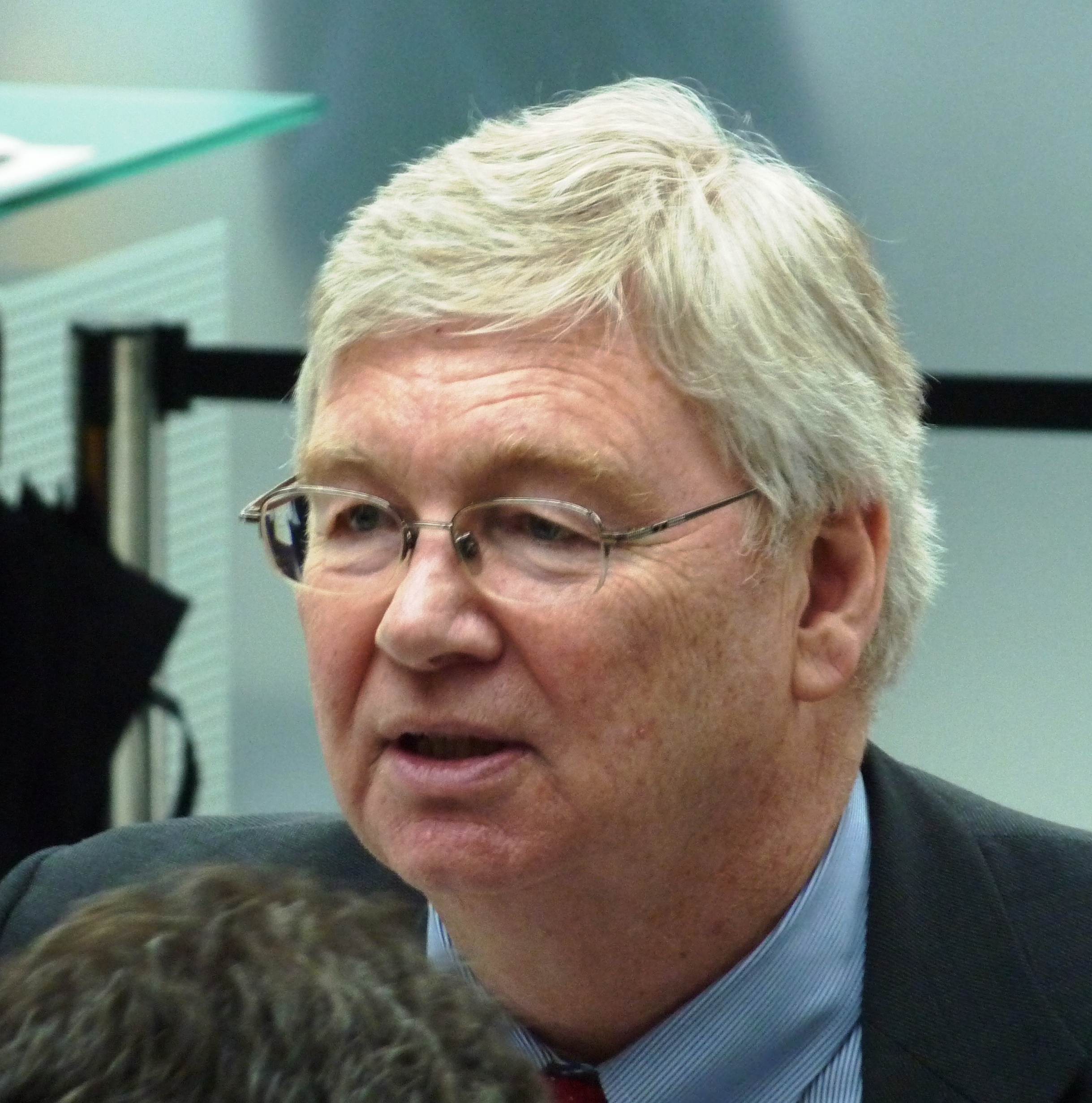
Nick Reilly, 2010

David Nicholas „Nick“ Reilly (* 17. Dezember 1949 in Anglesey, Wales) ist ein britischer Manager. Er war von 2009 bis 2012 Vorstandsvorsitzender von GM Europe und von 2010 bis 2011 Vorstandsvorsitzender der Adam Opel AG.

## Leben
Nach dem Abitur an der Harrow School absolvierte Reilly ein Studium am St Catharine’s College der Universität Cambridge, das er 1971 abschloss. Er arbeitete bis 1974 als Finanzanalyst in Manchester, hielt sich im Anschluss für kurze Zeit in einer Hütte im Snowdonia-Nationalpark auf und entschied sich dort für einen Wechsel der Berufslaufbahn. 1975 nahm er eine Tätigkeit in der Detroit Diesel Allison Division des US-amerikanischen Automobilherstellers General Motors in Wellingborough auf. In den folgenden Jahren gelangte er in führende Positionen, die er ab 1978 in den GM-Niederlassungen in Antwerpen, Detroit und Mexiko ausübte.
Reilly war von 1984 bis 1987 General Operations Manager Aftersales (Einkaufschef) beim GM-Tochterunternehmen Vauxhall Motors und wurde 1986 ins Direktorium berufen. Er fungierte ab 1987 als Vice President Operations und war von 1996 bis 2001 Chairman und Managing Director des Unternehmens. Zum Jahreswechsel 2001/02 wurde er als Sanierer Vorsitzender des Übergangsvorstandes bei Daewoo, das nach der Übernahme als GM Daewoo firmierte. Von 2002 bis 2006 war er CEO der GM Daewoo Auto and Technology Company und von 2006 bis 2009 Vizepräsident der GM-Gruppe und Präsident der GM Asia Pacific-Group.
Nach der Insolvenz des Mutterkonzerns im Juni 2009 war Reilly als Präsident von GM International Operations (Juli bis Dezember 2009) maßgeblich an den Verhandlungen um die deutsche GM-Tochter Adam Opel AG beteiligt. Als Präsident von GM Europe (Dezember 2009 bis Januar 2012) übernahm er von Januar 2010 bis April 2011 den Vorstandsvorsitz der Adam Opel AG, danach bis November 2011 den Aufsichtsratsvorsitz.
Nach seinem Ausscheiden aus dem GM-Konzern wurde er im April 2012 neuer Vorsitzender für den Bereich Asien/Pazifik beim Beratungsunternehmen für die Automobilindustrie MSX.
Nick Reilly ist seit 1976 mit Susan Haig verheiratet und hat zwei Kinder.